# Jean Prahm
Jean Prahm (Waterford, 20 settembre 1978) è un'ex bobbista statunitense, vincitrice della Coppa del Mondo nel 1999/2000 e nel 2000/01.
Nata Racine, dal settembre del 2005 assunse il cognome Prahm dopo il matrimonio con il giocatore di baseball Ryan Prahm.
Ebbe il merito, insieme alla collega Jill Bakken, di dare il via alla pratica di questo sport a livello femminile in tutto il Nordamerica e in particolare nel suo paese, dove, a partire da lei, negli anni a seguire crebbero atlete di livello mondiale quali Shauna Rohbock e, negli anni 2010, Elana Meyers-Taylor e Jamie Greubel-Poser.

## Biografia
Ha praticato lo slittino sin dal 1992, facendo parte della nazionale giovanile statunitense per quattro anni e partecipando ai campionati mondiali juniores di slittino di Lake Placid 1995, dove si piazzò al 18º posto nel singolo.
Passò al bob nel 1996, iniziando a gareggiare per la squadra nazionale statunitense nel 1999 nel ruolo di pilota. Debuttò in Coppa del Mondo nella stagione 1998/99, centrando il suo primo podio nella gara d'esordio, il 5 dicembre 1998 a Park City, dove fu seconda nel bob a due con la frenatrice Jennifer Davidson e vincendo la sua prima corsa il giorno successivo nella stessa località sempre con la Davidson. Al termine della stessa stagione riuscì a piazzarsi al secondo posto in classifica generale dietro alla campionessa svizzera Françoise Burdet. Si aggiudicò la coppa di cristallo del bob a due femminile nel 1999/2000 e nel 2000/01.
Prese parte a due edizioni delle Olimpiadi, classificandosi al quinto posto nel bob a due a Salt Lake City 2002 e al sesto a Torino 2006 nella stessa specialità.
Partecipò anche a cinque edizioni dei campionati mondiali vincendo in totale tre medaglie: due d'argento a Winterberg 2000 e a Calgary 2001 con Jennifer Davidson e una di bronzo a Schönau am Königssee 2004 con Vonetta Flowers.
Si ritirò dall'attività agonistica nel 2006 al termine delle olimpiadi di Torino.

## Palmarès

### Mondiali
- 3 medaglie:
  - 2 argenti (bob a due a Winterberg 2000; bob a due a Calgary 2001);
  - 1 bronzo (bob a due a Schönau am Königssee 2004).

### Coppa del Mondo
- Vincitrice della Coppa del Mondo di bob a due nel 1999/00 e nel 2000/01.
- 23 podi[3] (tutti nel bob a due):
  - 8 vittorie;
  - 9 secondi posti;
  - 6 terzi posti.

#### Coppa del Mondo - vittorie[3]
| Data             | Luogo        | Paese       | Disciplina                  |
| ---------------- | ------------ | ----------- | --------------------------- |
| 6 dicembre 1998  | Park City    | Stati Uniti | a due con Jennifer Davidson |
| 13 dicembre 1998 | Calgary      | Canada      | a due con Jennifer Davidson |
| 24 gennaio 1999  | Winterberg   | Germania    | a due con Jennifer Davidson |
| 28 novembre 1999 | Calgary      | Canada      | a due con Shauna Rohbock    |
| 29 gennaio 2000  | Lillehammer  | Norvegia    | a due con Jennifer Davidson |
| 12 febbraio 2000 | Igls         | Austria     | a due con Jennifer Davidson |
| 28 gennaio 2005  | Sankt Moritz | Svizzera    | a due con Vonetta Flowers   |
| 18 novembre 2005 | Lake Placid  | Stati Uniti | a due con Vonetta Flowers   |